# ハーツクライ
ハーツクライ（欧字名:Heart's Cry 香:真心呼喚、2001年4月15日 - 2023年3月9日）は、日本の競走馬、種牡馬。主な勝ち鞍は2005年の有馬記念、2006年のドバイシーマクラシック。

## 競走馬時代

### 出生-デビュー前
父・サンデーサイレンスは1995年から13年連続でリーディングサイアーに選出された。母・アイリッシュダンスは1995年の新潟大賞典、新潟記念など中央競馬で9勝を挙げた。
馬名は母の名より連想してダンスパフォーマンスの『リバーダンス』中の一曲「ザ・ハーツクライ (The Heart's Cry) 心の叫び」から名付けられた。

### 3歳（2004年）
2004年1月の京都競馬場の3歳新馬戦（芝2000m）で武豊を鞍上にデビューし、1番人気に応え難なく勝利した。
次のきさらぎ賞では1戦のキャリアながら3着に入り素質の高さを見せる。その後若葉ステークスでスズカマンボとの叩き合いを制した。
3歳牡馬クラシック第一弾皐月賞は5番人気に推されるも、ダイワメジャーの14着と大敗。続く京都新聞杯では再びスズカマンボに競り勝ち、重賞初制覇を果たした。
迎えた東京優駿（日本ダービー）では直線で大外から追い上げ、3着のハイアーゲームを捕らえるがキングカメハメハのレースレコード勝ちの前に屈し、2着となる。鞍上の横山典弘はレース後、「現時点では完成度の差」としつつも「この馬は走るよ。凄い能力」と語った。
秋になり、再び武豊を背に神戸新聞杯に出走するもキングカメハメハの3着に終わった。
キングカメハメハ不在の菊花賞ではダービー2着が評価され1番人気に支持されたが、デルタブルースの7着に終わり、クラシック競走優勝は果たせなかった。
その後、3歳馬ながらジャパンカップと有馬記念を連戦するが、菊花賞から馬体重が12kg減ったジャパンカップは10着、キャリアで最低体重の472kgで挑んだ有馬記念は9着に敗れている。

### 4歳（2005年）
2005年初戦の大阪杯は直線だけで追い込みサンライズペガサスの2着。続いて天皇賞（春）では追い上げるもスズカマンボの5着に敗れた。次に挑んだ宝塚記念でも11番人気のスイープトウショウにクビ差及ばず2着と、春は惜しいレースが続いた。その後放牧に出されるが、管理調教師である橋口弘次郎は「放牧が明けて秋になると、春とは別の馬のように馬体が成長した」とコメントしている。
秋初戦、トライアル競走を使わずに天皇賞（秋）に出走。2004年の東京優駿と同年の有馬記念以降同馬に騎乗してきた横山典弘がゼンノロブロイに騎乗したため、短期免許で来日中のフランス人騎手のクリストフ・ルメールが騎乗し、その後も引退まで騎乗を続けた。結果はスローペースということもありヘヴンリーロマンスの6着であったが、上がりタイムの32秒8は前走敗れたスイープトウショウ（5着）と同じであり、将来への期待を失わないものだった。
続くジャパンカップは、後方から馬群を掻き分けて追い込み、ホーリックスが1989年に記録したレースレコードを0.1秒上回る2分22秒1の日本レコードタイムで入線し、イギリス調教馬のアルカセットと同タイムながらハナ差3センチの2着に敗れた。

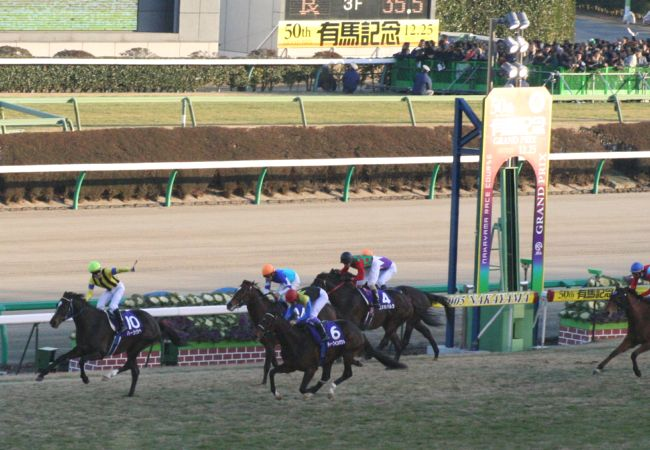
ハーツクライがGI初勝利を決めた第50回有馬記念（2005年12月25日撮影　左端10番。騎手・ルメール 中央の6番がディープインパクト）

その後ファン投票6位に推され、有馬記念への出走を決める。迎えた第50回有馬記念では、鞍上のクリストフ・ルメールがこれまでの追い込むスタイルを一転させ大胆な先行策をとって成功し、無敗で三冠を制してこのレースに臨んできた圧倒的1番人気ディープインパクトの追撃を押さえ、半馬身差で初のGI制覇を達成した。
この勝利と年間を通じてのGI戦線での活躍が評価され、JRA賞で2005年度最優秀4歳以上牡馬に選出された。また有馬記念後、橋口は翌年にハーツクライの海外遠征プランを明らかにした。

### 5歳（2006年）
2006年の初戦として選んだのは、3月のドバイシーマクラシックであった。事前の同じ橋口厩舎のユートピアとの追い切りでは、馬なりで上がり3ハロン33秒台という破格の時計を出し、本番では有馬記念と同じく、逃げ先行の作戦で、直線ではムチを入れることなくOuija Board（ウィジャボード）ら後続を突き放し2着に4馬身差をつけ勝利した。
同年7月には欧州最高峰の競走の1つ、キングジョージ6世&クイーンエリザベスダイヤモンドステークス (KGVI&QES)へ出走。Hurricane Run（ハリケーンラン）に次ぐ2番人気に支持された。1970年以来の6頭立てという少頭数となり、終始3, 4番手を追走して、最後の直線で一度は先頭に立つなど健闘したものの、3着に終わった。橋口は滞在期間中に「馬の雰囲気が思っていたのとは少し違う」と語り、ルメールもレース後に「一度使っておきたかった」と語っている。陣営は来年度の再挑戦を決定した。
同年の日本初戦となったジャパンカップでは、凱旋門賞出走後のディープインパクトとの有馬記念以来の再戦ということもあり、注目された。しかしレース前にハーツクライが喘鳴症を発症していることが公表され、不安が残る中での出走となった。そして2番人気で迎えたレースではスタートから先行し、ライバルであるディープインパクトが最後方につける中、ハーツクライは道中3番手を進み、最後の直線を迎えたが、近走の様な手応えがなく、見せ場なく沈み11頭立ての10着と大敗した。
橋口は大敗を喘鳴症の影響によるという見方を示し、オーナー及び関係者協議の結果11月28日に現役引退が発表され2007年より種牡馬入りが決まった。

## 競走成績
以下の内容は、netkeiba.comの情報に基づく。
| 競走日 | 競走日 | 競馬場       | 競走名       | 格   | 頭 数 | 枠 番 | 馬 番 | オッズ （人気） | オッズ （人気） | 着順 | 騎手       | 斤量 [kg] | 距離（馬場）  | タイム （上り3F） | タイム 差 | 1着馬（2着馬）         | 馬体重 [kg] |
| ------ | ------ | ------------ | ------------ | ---- | ----- | ----- | ----- | --------------- | --------------- | ---- | ---------- | --------- | ------------- | ----------------- | --------- | ---------------------- | ----------- |
| 2004.  | 01.05  | 京都         | 3歳新馬      |      | 10    | 8     | 9     | 01.7            | 0（1人）        | 01着 | 武豊       | 56        | 芝2000m（良） | 2:06.0 (35.3)     | -0.2      | （ミヤタイセン）       | 492         |
|        | 02.15  | 京都         | きさらぎ賞   | GIII | 14    | 5     | 8     | 16.7            | 0（5人）        | 03着 | 幸英明     | 56        | 芝1800m（良） | 1:48.6 (35.2)     | -0.6      | マイネルブルック       | 488         |
|        | 03.20  | 阪神         | 若葉S        | OP   | 14    | 2     | 2     | 02.6            | 0（2人）        | 01着 | 安藤勝己   | 56        | 芝2000m（良） | 2:00.2 (34.2)     | -0.0      | （スズカマンボ）       | 484         |
|        | 04.18  | 中山         | 皐月賞       | GI   | 18    | 8     | 16    | 14.0            | 0（5人）        | 14着 | 安藤勝己   | 57        | 芝2000m（良） | 2:00.0 (34.3)     | -1.4      | ダイワメジャー         | 480         |
|        | 05.08  | 京都         | 京都新聞杯   | GII  | 11    | 8     | 11    | 03.8            | 0（2人）        | 01着 | 安藤勝己   | 56        | 芝2200m（良） | 2:11.9 (33.4)     | -0.1      | （スズカマンボ）       | 476         |
|        | 05.30  | 東京         | 東京優駿     | GI   | 18    | 3     | 5     | 17.1            | 0（5人）        | 02着 | 横山典弘   | 57        | 芝2400m（良） | 2:23.5 (34.3)     | -0.2      | キングカメハメハ       | 482         |
|        | 09.26  | 阪神         | 神戸新聞杯   | GII  | 8     | 8     | 8     | 02.4            | 0（2人）        | 03着 | 武豊       | 56        | 芝2000m（良） | 1:59.4 (33.8)     | -0.4      | キングカメハメハ       | 486         |
|        | 10.24  | 京都         | 菊花賞       | GI   | 18    | 5     | 10    | 02.7            | 0（1人）        | 07着 | 武豊       | 57        | 芝3000m（良） | 3:06.2 (35.3)     | -0.5      | デルタブルース         | 492         |
|        | 11.28  | 東京         | ジャパンC    | GI   | 16    | 2     | 3     | 06.5            | 0（3人）        | 10着 | 武豊       | 55        | 芝2400m（良） | 2:25.7 (35.2)     | -1.5      | ゼンノロブロイ         | 480         |
|        | 12.26  | 中山         | 有馬記念     | GI   | 15    | 3     | 5     | 45.3            | （10人）        | 09着 | 横山典弘   | 55        | 芝2500m（良） | 2:30.5 (34.2)     | -1.0      | ゼンノロブロイ         | 472         |
| 2005.  | 04.03  | 阪神         | 産経大阪杯   | GII  | 9     | 8     | 9     | 05.3            | 0（4人）        | 02着 | 横山典弘   | 58        | 芝2000m（良） | 1:59.2 (34.2)     | -0.2      | サンライズペガサス     | 490         |
|        | 05.01  | 京都         | 天皇賞（春） | GI   | 18    | 8     | 16    | 13.7            | 0（8人）        | 05着 | 横山典弘   | 58        | 芝3200m（良） | 3:17.1 (34.5)     | -0.6      | スズカマンボ           | 492         |
|        | 06.26  | 阪神         | 宝塚記念     | GI   | 15    | 3     | 4     | 18.3            | 0（3人）        | 02着 | 横山典弘   | 58        | 芝2200m（良） | 2:11.5 (35.2)     | -0.0      | スイープトウショウ     | 496         |
|        | 10.30  | 東京         | 天皇賞（秋） | GI   | 18    | 5     | 10    | 06.7            | 0（2人）        | 06着 | C.ルメール | 58        | 芝2000m（良） | 2:00.4 (32.8)     | -0.3      | ヘヴンリーロマンス     | 490         |
|        | 11.27  | 東京         | ジャパンC    | GI   | 18    | 8     | 16    | 07.2            | 0（2人）        | 02着 | C.ルメール | 57        | 芝2400m（良） | 2:22.1 (34.4)     | -0.0      | アルカセット           | 496         |
|        | 12.25  | 中山         | 有馬記念     | GI   | 16    | 5     | 10    | 17.1            | 0（4人）        | 01着 | C.ルメール | 57        | 芝2500m（良） | 2:31.9 (35.0)     | -0.1      | （ディープインパクト） | 498         |
| 2006.  | 03.25  | ナドアルシバ | ドバイSC     | G1   | 14    | 13    | 5     | -               | -               | 01着 | C.ルメール | 56        | 芝2400m（良） | 2:31.89 (35.0)    | -0.67     | (Collier Hill)         | 計不        |
|        | 07.29  | アスコット   | KGVI & QEDS  | G1   | 6     | 3     | 4     | 04.0            | 0（2人）        | 03着 | C.ルメール | 60.5      | 芝12f（良）   | -                 | -         | Hurricane Run          | 計不        |
|        | 11.26  | 東京         | ジャパンC    | GI   | 11    | 1     | 1     | 05.8            | 0（2人）        | 10着 | C.ルメール | 57        | 芝2400m（良） | 2:27.7 (36.4)     | -2.6      | ディープインパクト     | 500         |

## 種牡馬時代
繋養先は北海道勇払郡安平町の社台スタリオンステーションで、初年度の種付料は500万円となり、春から供用されてその後99頭が受胎した。翌2008年、第1号の産駒となる栗毛の牡馬を、自身の生まれ故郷である社台ファームで繋養されているメイボールが1月16日に出産した。
2010年に初年度産駒がデビューし、7月24日の小倉競馬場の新馬戦で、バラードソングが産駒としての初勝利を挙げた。2011年4月30日の青葉賞でウインバリアシオンが産駒のJRA重賞初勝利を挙げる。
2013年10月27日の天皇賞（秋）でジャスタウェイが優勝し、産駒のJRAGI初勝利を挙げた。さらにジャスタウェイは2014年のドバイデューティーフリーを制し、日本競馬史上初となるドバイミーティング親子制覇を達成した。
2014年5月25日の優駿牝馬（オークス）ではヌーヴォレコルトが勝利。産駒の牝馬GI初制覇を達成した。翌週の東京優駿（ダービー）ではワンアンドオンリーが優勝。自身が成しえなかった東京優駿制覇を達成した。翌週の安田記念でもジャスタウェイが勝利し同一産駒での3週連続G1制覇を達成している。
2018年9月1日にはヨシダがウッドワードステークスを勝利。日本生産馬による史上初の米ダートG1勝利となった。
2019年の有馬記念をリスグラシューが制して有馬記念の父娘制覇を達成。くしくもディープインパクトも有馬記念の父娘制覇を達成しているが、有馬記念の父娘制覇はこの2例のみである。
2020年をもって種牡馬を引退。2021年生まれの産駒が最終世代となる。種牡馬引退後は引き続き社台スタリオンステーションで功労馬として繋養された。
2023年3月9日、起立不能となり、死亡した。22歳没。
なお、2005年の天皇賞（秋）以降、ハーツクライの主戦ジョッキーとなっていたルメールは、ハーツクライ死亡2週間後に行われたドバイシーマクラシックにおいてイクイノックスに騎乗し、ハーツクライの時と同じように逃げて勝ちを収めた。レースの後、ルメールは「僕がこのレースを勝つのは、2週間前に亡くなったハーツクライ以来。彼に敬意を表する機会を与えてくれたイクイノックスに感謝したい」と述べた。
9月16日に世界最古のクラシック競走であるセントレジャーステークスをコンティニュアスが勝利して、英クラシック競走を制した。
死後の2024年に産駒のドウデュースが年度代表馬を受賞。産駒から複数の年度代表馬を輩出したのはヒンドスタン(3頭)・テスコボーイ・ブライアンズタイム・トニービン・サンデーサイレンスに続く史上6頭目。

## 種牡馬成績

### 年度別種牡馬成績（中央+地方）
| 年     | 出走 | 出走 | 勝利 | 勝利 | 順位 | AEI  | 収得賞金         |
| 年     | 頭数 | 回数 | 頭数 | 回数 | 順位 | AEI  | 収得賞金         |
| ------ | ---- | ---- | ---- | ---- | ---- | ---- | ---------------- |
| 2010年 | 51   | 132  | 16   | 18   | 76   | 1.22 | 2億4957万3000円  |
| 2011年 | 124  | 616  | 51   | 77   | 19   | 2.26 | 11億0359万1000円 |
| 2012年 | 200  | 1182 | 93   | 134  | 12   | 2.22 | 16億7061万3000円 |
| 2013年 | 273  | 1766 | 117  | 213  | 5    | 2.12 | 22億0881万4500円 |
| 2014年 | 356  | 2579 | 159  | 290  | 3    | 2.35 | 33億0327万4000円 |
| 2015年 | 378  | 2947 | 177  | 279  | 3    | 1.69 | 26億0139万8000円 |
| 2016年 | 397  | 2901 | 158  | 288  | 4    | 1.60 | 26億5785万5500円 |
| 2017年 | 427  | 3109 | 170  | 284  | 4    | 1.81 | 33億0105万2000円 |
| 2018年 | 455  | 3098 | 195  | 314  | 3    | 1.80 | 34億3276万9000円 |
| 2019年 | 447  | 3300 | 209  | 354  | 2    | 2.19 | 40億6604万9000円 |
| 2020年 | 419  | 2983 | 180  | 282  | 3    | 1.80 | 31億5948万1000円 |
| 2021年 | 419  | 2776 | 170  | 261  | 3    | 1.62 | 28億6672万9500円 |
| 2022年 | 401  | 2497 | 165  | 254  | 3    | 1.85 | 32億8161万500円  |

- 2022年終了時点[63][64]。

### 主な産駒

#### GI競走優勝馬
太字はGI競走、競走名の前の国旗は開催国（日本以外の場合に明記）
- 2008年産
  - アドマイヤラクティ（ コーフィールドカップ、ダイヤモンドステークス）
- 2009年産
  - ジャスタウェイ（天皇賞（秋）、 ドバイデューティーフリー、安田記念、アーリントンカップ、中山記念）
    - 2014年度ワールドベストレースホース・最優秀4歳以上牡馬
- 2011年産
  - ワンアンドオンリー（東京優駿、神戸新聞杯、ラジオNIKKEI杯2歳ステークス)
  - ヌーヴォレコルト（優駿牝馬、ローズステークス、中山記念、 レッドカーペットハンデキャップ）
- 2012年産
  - シュヴァルグラン（ジャパンカップ、阪神大賞典、アルゼンチン共和国杯）
- 2014年産
  - スワーヴリチャード（大阪杯、ジャパンカップ、金鯱賞、アルゼンチン共和国杯、共同通信杯）
  - ヨシダ / Yoshida（オールドフォレスター・ターフクラシックステークス、ウッドワードステークス、ヒルプリンスステークス）
  - リスグラシュー（エリザベス女王杯、宝塚記念、コックスプレート、有馬記念、アルテミスステークス、東京新聞杯）
    - 2018年度最優秀4歳以上牝馬
    - 2019年度代表馬・最優秀4歳以上牝馬
- 2015年産
  - タイムフライヤー（ホープフルステークス、エルムステークス）
- 2017年産
  - サリオス（朝日杯フューチュリティステークス、サウジアラビアロイヤルカップ、毎日王冠2回）
- 2019年産
  - ドウデュース（朝日杯フューチュリティステークス、東京優駿、京都記念、有馬記念、天皇賞秋、ジャパンカップ）
    - 2021年度最優秀2歳牡馬
    - 2024年度代表馬・最優秀4歳以上牡馬

  - ノットゥルノ（ジャパンダートダービー、佐賀記念、名古屋グランプリ）
- 2020年産
  - コンティニュアス / Continuous（セントレジャー、トマブリヨン賞、グレートヴォルティジュールステークス）

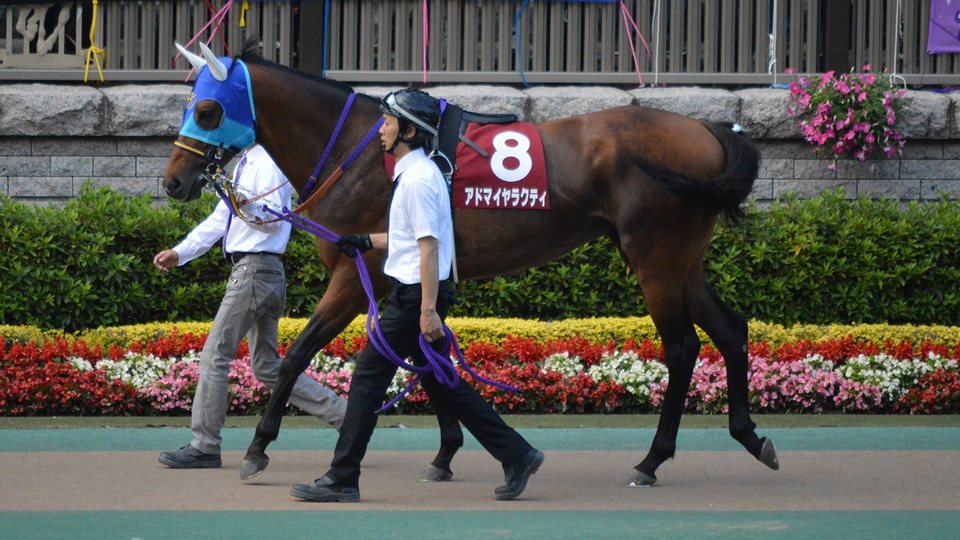
アドマイヤラクティ（2008年産）
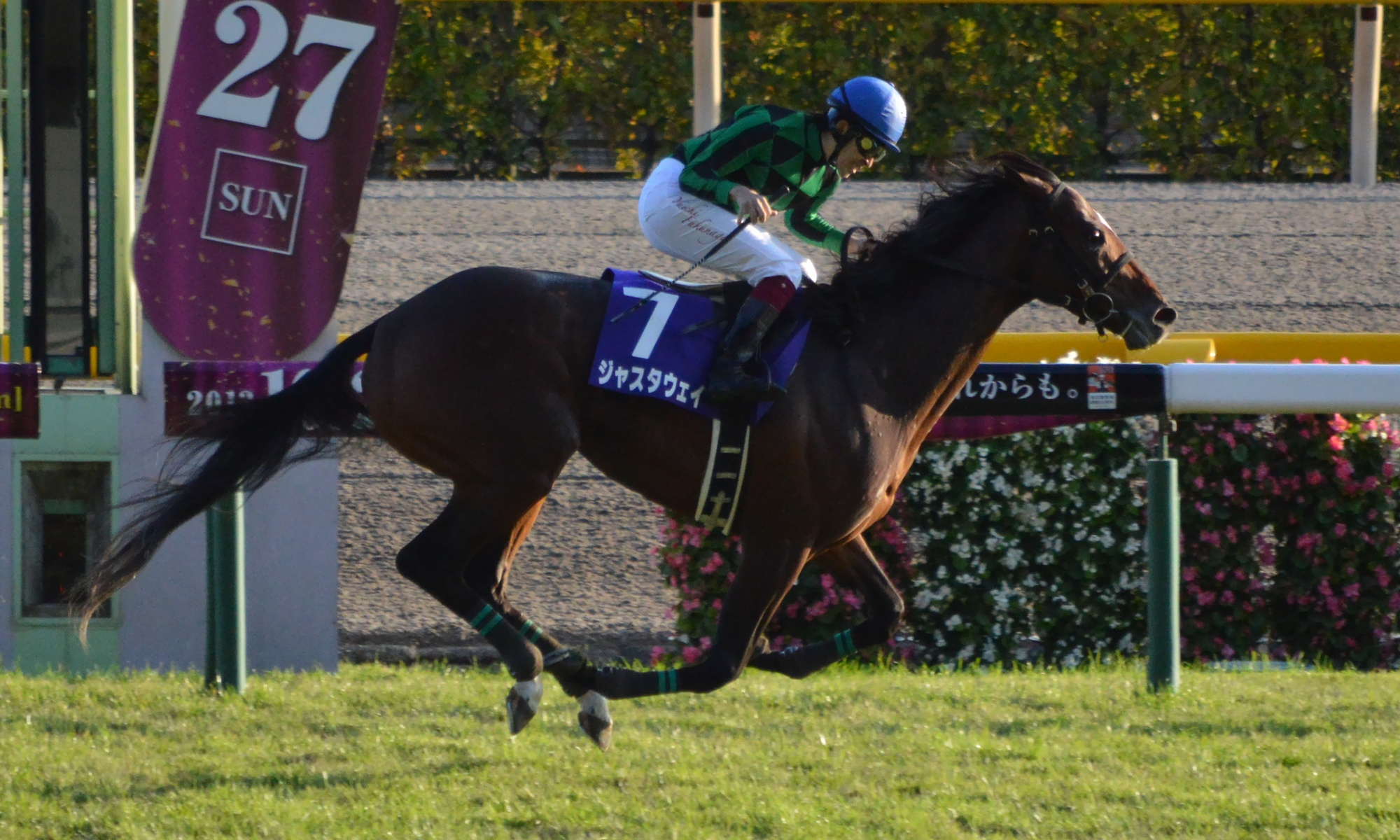
ジャスタウェイ（2009年産）
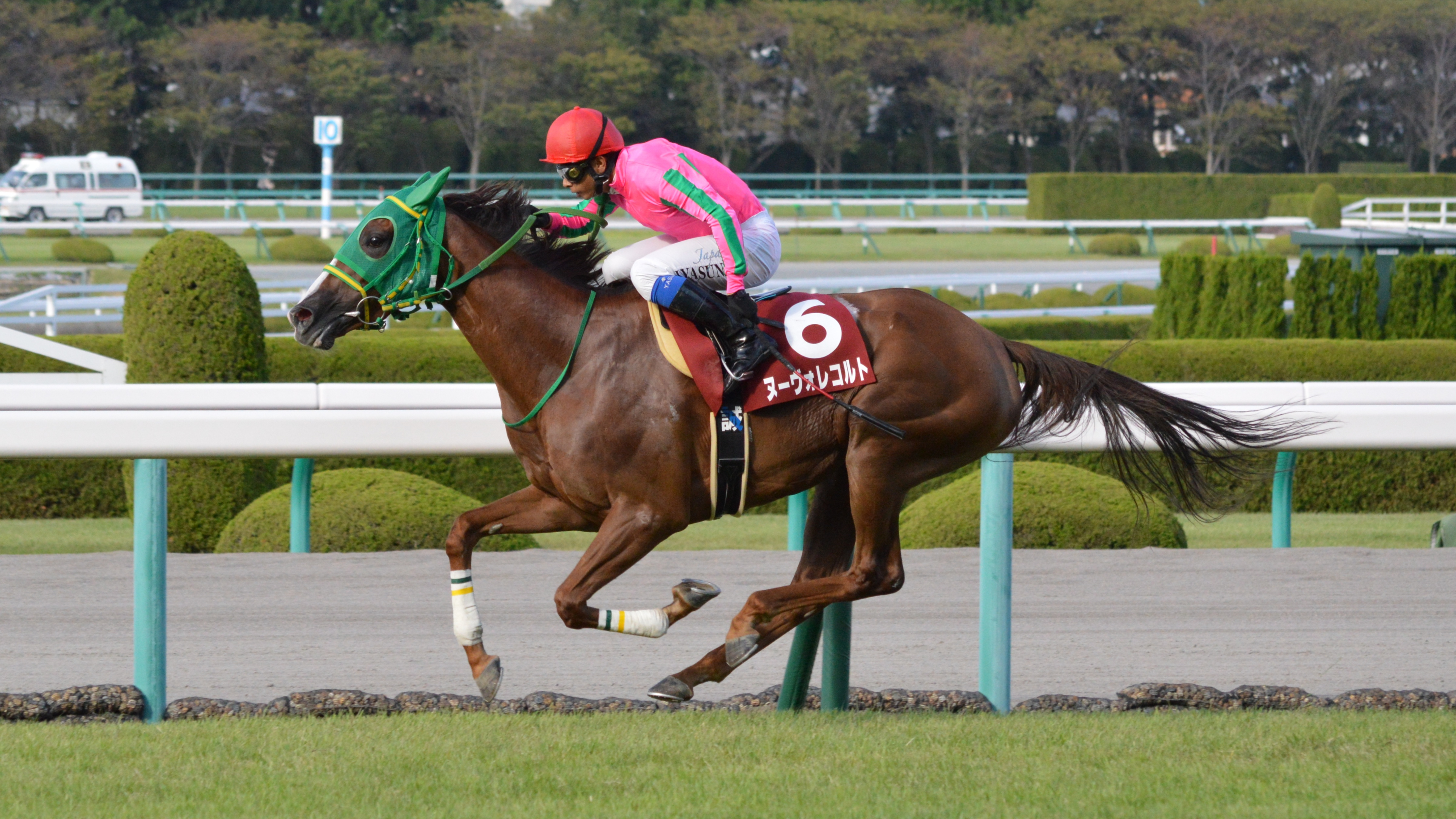
ヌーヴォレコルト（2011年産）
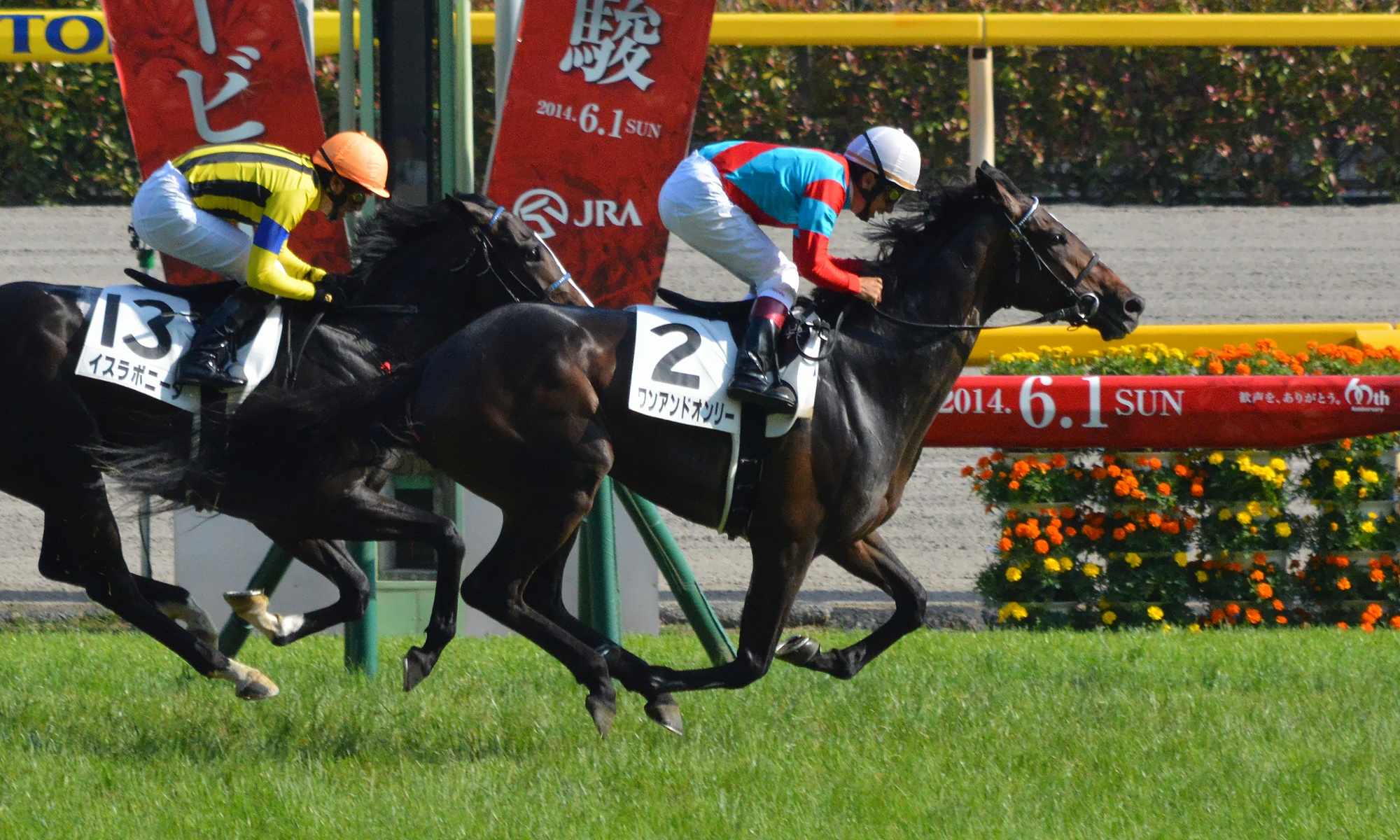
ワンアンドオンリー（2011年産）
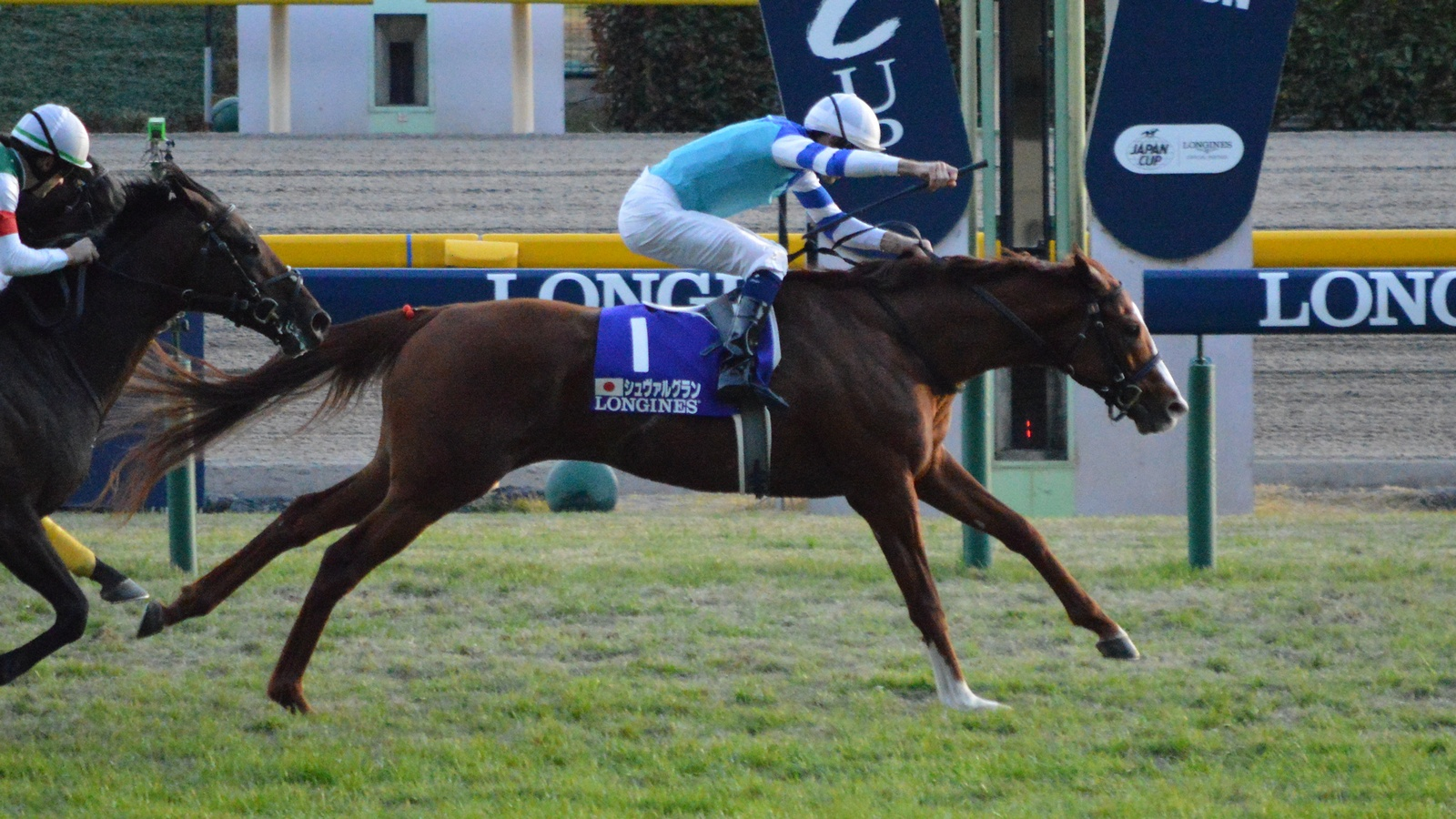
シュヴァルグラン（2012年産）
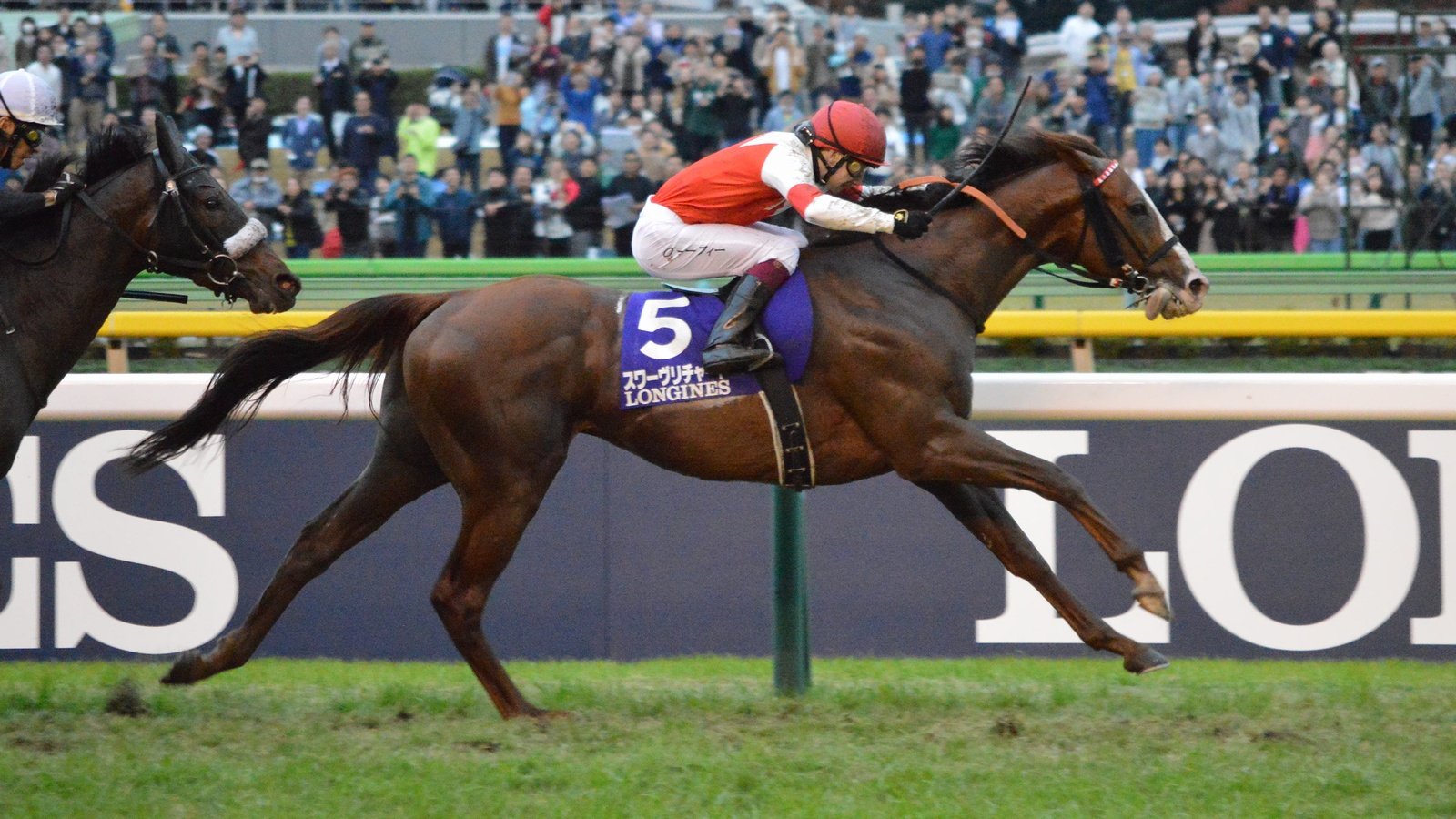
スワーヴリチャード（2014年産）
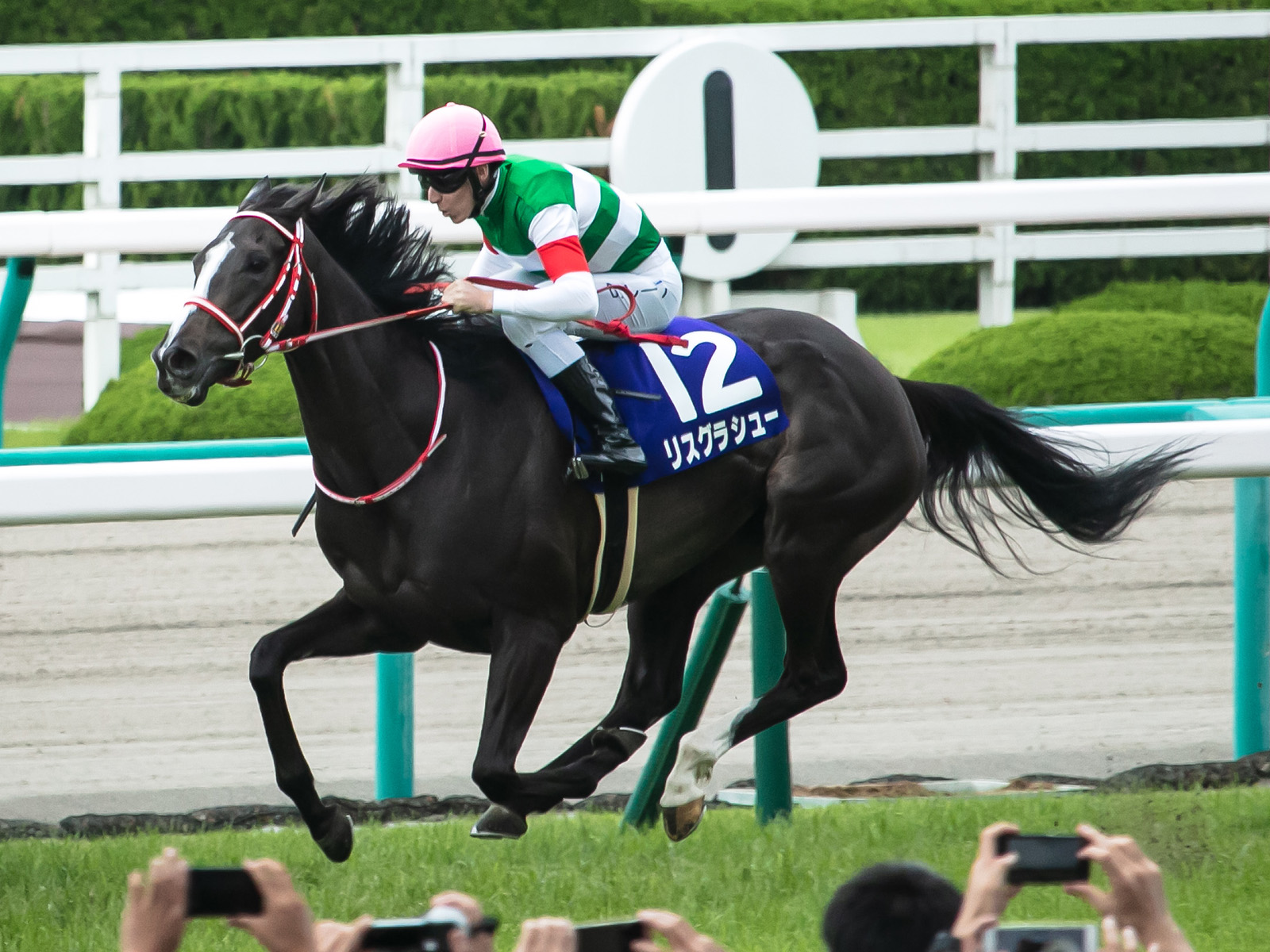
リスグラシュー（2014年産）
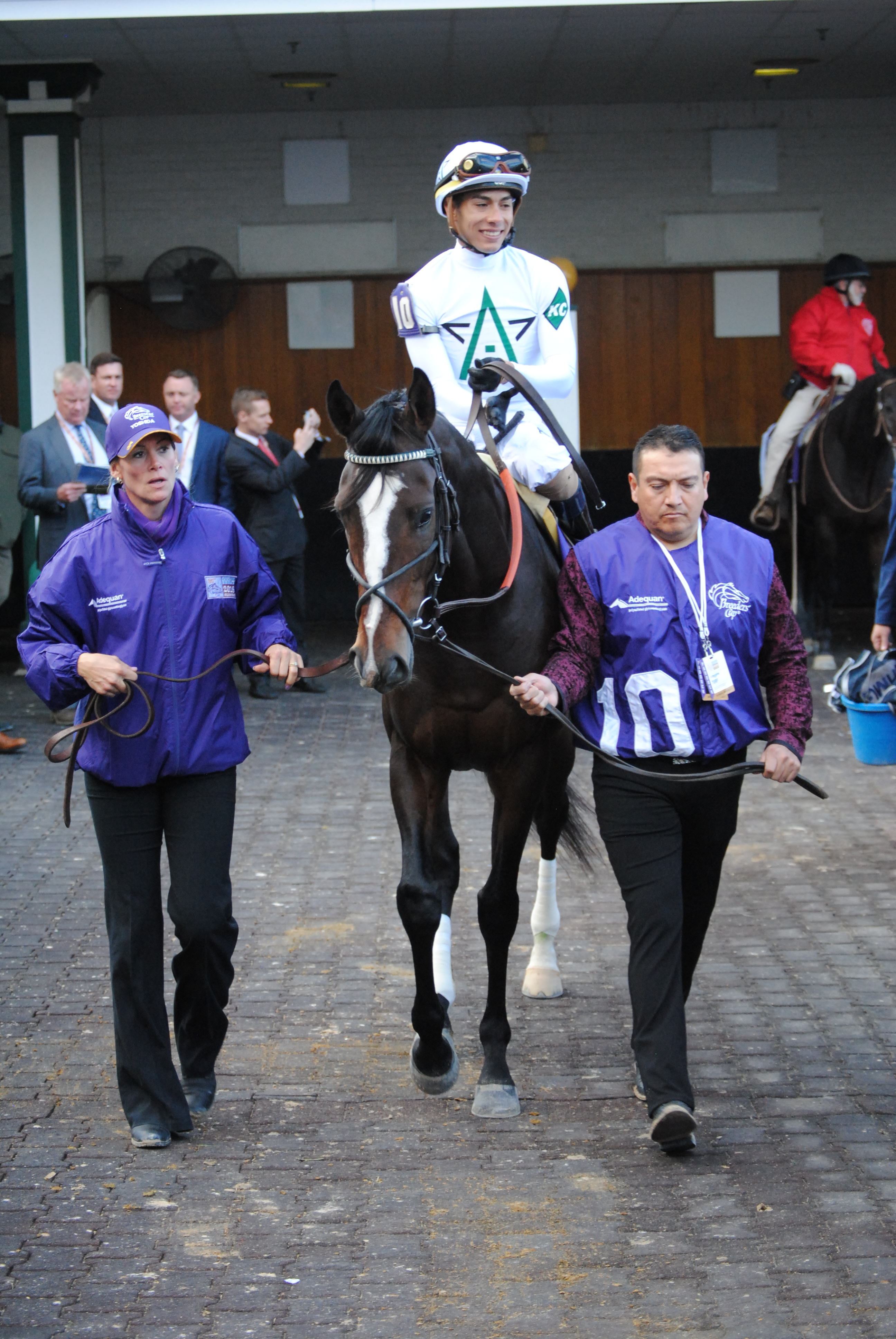
ヨシダ（2014年産）
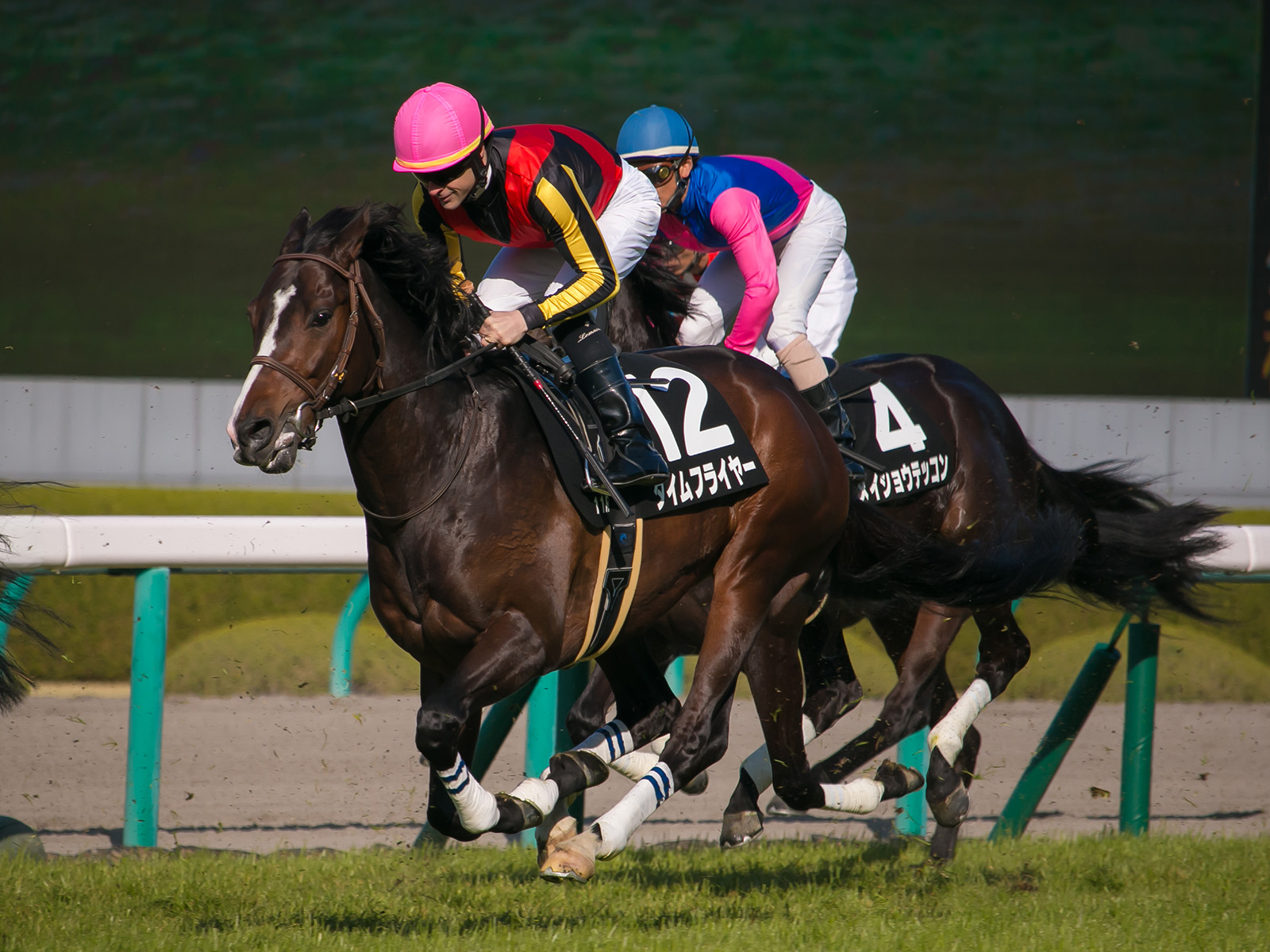
タイムフライヤー（2015年産）
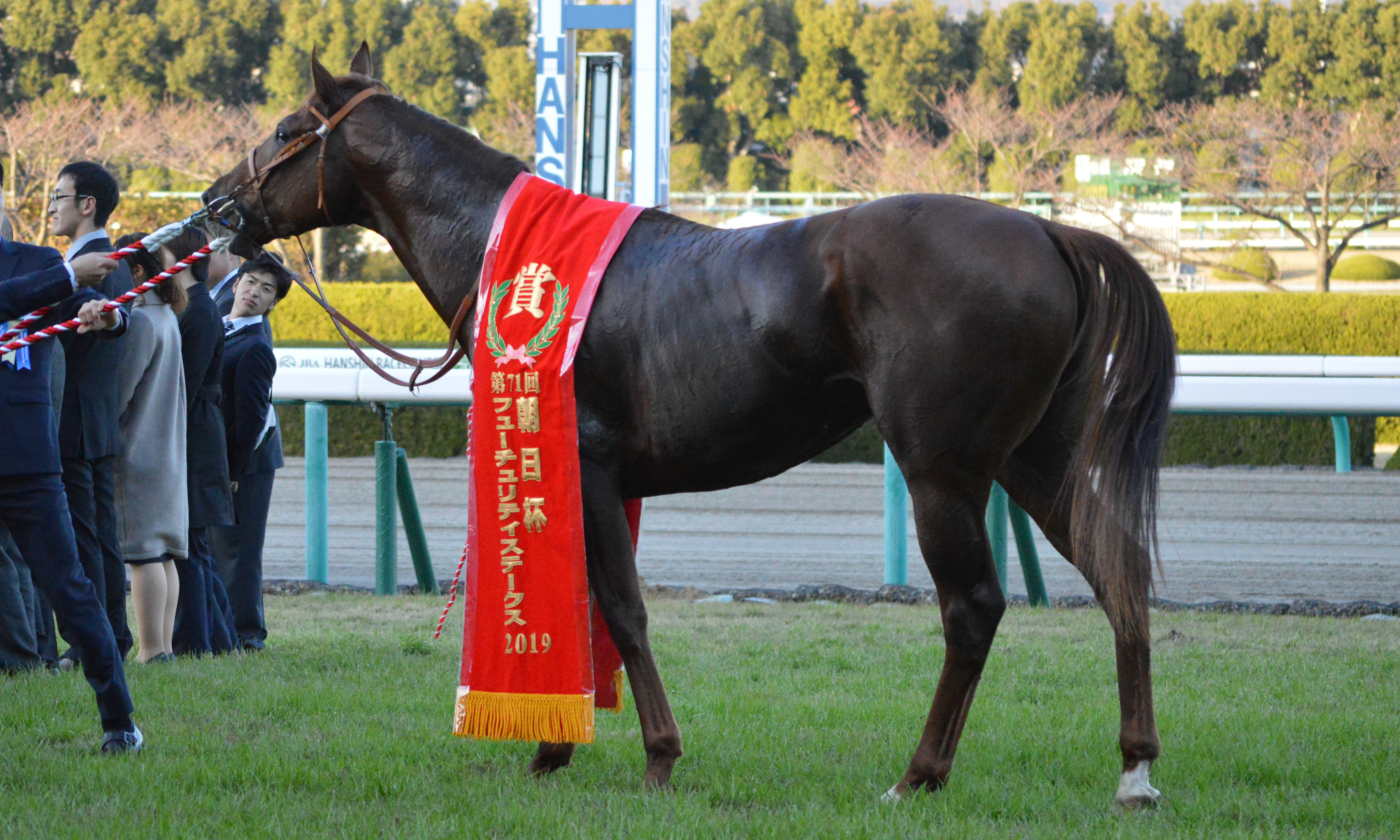
サリオス（2017年産）
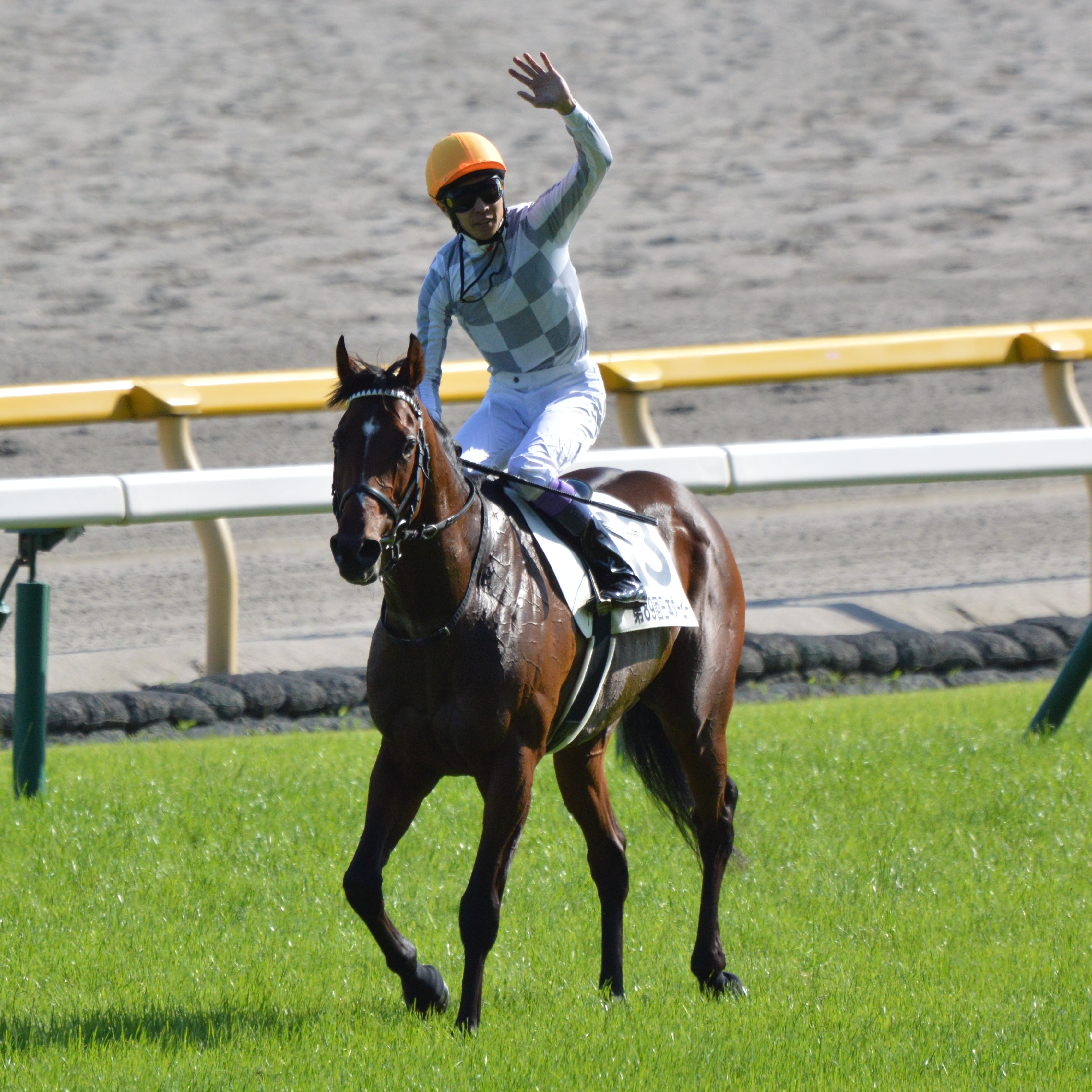
ドウデュース（2019年産）
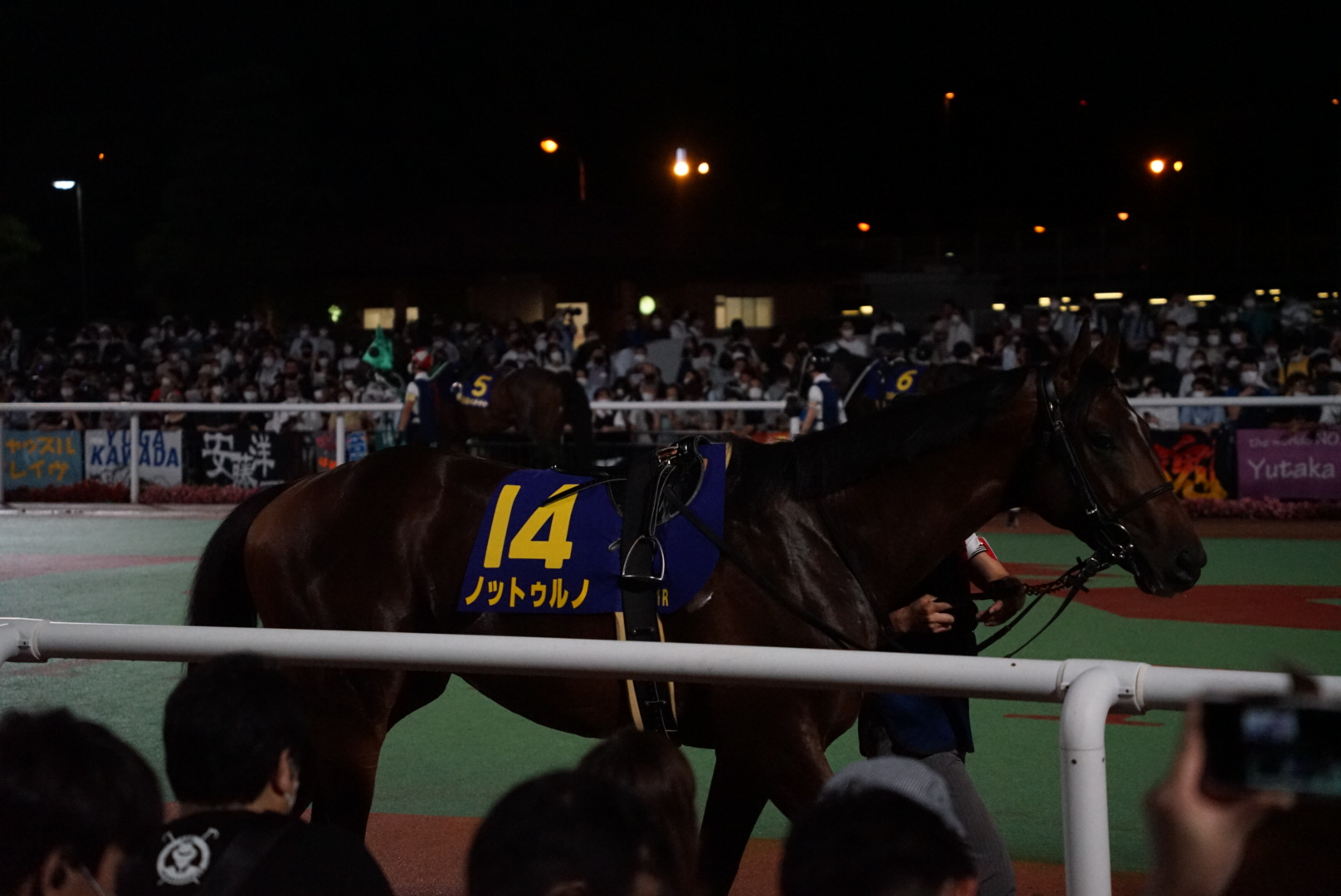
ノットゥルノ（2019年産）

#### グレード制重賞優勝馬
- 2008年産
  - ギュスターヴクライ（阪神大賞典）
  - カレンミロティック（金鯱賞）
  - ウインバリアシオン（日経賞、青葉賞）
  - メイショウナルト（小倉記念、七夕賞）
  - ツルマルレオン（北九州記念）
- 2009年産
  - カポーティスター（日経新春杯）
- 2010年産
  - コレクターアイテム（アルテミスステークス）
  - フェイムゲーム（アルゼンチン共和国杯、目黒記念、京成杯、ダイヤモンドステークス3回）
- 2011年産
  - マジックタイム（ダービー卿チャレンジトロフィー、ターコイズステークス）
  - シュンドルボン（中山牝馬ステークス）
  - ストロングサウザー（佐賀記念、マーキュリーカップ）
- 2012年産
  - ベルラップ（京都2歳ステークス）
  - ディアマイダーリン（クイーン賞）
- 2013年産
  - アドマイヤエイカン（札幌2歳ステークス）
  - ロジクライ（シンザン記念、富士ステークス）
- 2014年産
  - アドマイヤミヤビ（クイーンカップ）
  - サトノクロニクル（チャレンジカップ）
  - マイスタイル（函館記念）
  - ラーゴブルー（マリーンカップ、しらさぎ賞、東京シンデレラマイル）
  - スプリングボックス（小倉サマージャンプ）
- 2015年産
  - グレイル（京都2歳ステークス）
  - ゴーフォザサミット（青葉賞）
  - ロードゴラッソ（シリウスステークス、名古屋大賞典、ブリリアントカップ）
  - スワーヴアラミス（東海ステークス、マーチステークス、エルムステークス）
- 2016年産
  - ノーワン（フィリーズレビュー）
  - ヒシイグアス（中山金杯、中山記念2回）
  - カテドラル（京成杯オータムハンデキャップ）
  - シャドウディーヴァ（府中牝馬ステークス）
- 2017年産
  - ウーマンズハート（新潟2歳ステークス）
  - マイラプソディ（京都2歳ステークス）
  - スマートアペックス（東京ジャンプステークス）
  - メイショウミモザ（阪神牝馬ステークス）
  - アラジンバローズ（サマーチャンピオン、鳥栖大賞、新春賞）
- 2018年産
  - グラティアス（京成杯)
  - ヴィクティファルス（スプリングステークス）
  - イルーシヴパンサー（東京新聞杯、京都金杯）
  - チャックネイト（アメリカジョッキークラブカップ）
- 2019年産
  - マテンロウレオ（きさらぎ賞）
  - ダノンベルーガ（共同通信杯）
- 2020年産
  - ハーパー（クイーンカップ）
  - ソーダズリング（京都牝馬ステークス）
- 2021年産
  - サフィラ（阪神牝馬ステークス）

#### 地方重賞優勝馬
- 2009年産
  - ナリタポセイドン（絆カップ、北上川大賞典）[65]
- 2011年産
  - クライリング（ローレル賞）[66]
  - シンゲツ（佐賀弥生賞、佐賀皐月賞、開聞岳賞、文月賞、五ヶ瀬川賞）[67]
- 2012年産
  - ユッコ（シアンモア記念）[68]
  - タガノヴェリテ（摂津盃）[69]
- 2014年産
  - ヤマミダンス（金沢シンデレラカップ、ラブミーチャン記念、金沢ヤングチャンピオン、梅桜賞、北日本新聞杯、サラブレッド大賞典、中日杯、兵庫クイーンカップ）[70]
  - アスタークライ（新春盃）[71]
- 2016年産
  - アイアムレジェンド（イヌワシ賞連覇）[72]
  - グランデストラーダ（秋桜賞）[73]
- 2018年産
  - タカジョー（梅見月杯）[74]

### 母の父としての主な産駒

#### グレード制重賞優勝馬
- 2015年産
  - トロワゼトワル（京成杯オータムハンデキャップ2回）- 父ロードカナロア
- 2016年産
  - ケイデンスコール（新潟2歳ステークス、京都金杯、マイラーズカップ）- 父ロードカナロア
  - ヴァルディゼール（シンザン記念）- 父ロードカナロア
- 2017年産
  - タガロア / Tagaloa（ブルーダイヤモンドステークス、CSヘイズステークス）- 父ロードカナロア
  - アラタ（福島記念）- 父キングカメハメハ
- 2018年産
  - エフフォーリア（共同通信杯、皐月賞、天皇賞（秋）、有馬記念）- 父エピファネイア
    - 2021年度代表馬・最優秀3歳牡馬

  - ヴェイルネビュラ（阪神スプリングジャンプ）- 父ロードカナロア
- 2019年産
  - インダストリア（ダービー卿チャレンジトロフィー）- 父リオンディーズ
- 2020年産
  - シーズンリッチ（毎日杯） - 父ドゥラメンテ
  - ライオットガール（レパードステークス、クイーン賞、兵庫女王盃）- 父シニスターミニスター
  - ロードデルレイ（日経新春杯） - 父ロードカナロア
  - コスタノヴァ（根岸ステークス、フェブラリーステークス） - 父ロードカナロア
- 2021年産
  - アドマイヤテラ（目黒記念） - 父レイデオロ
- 2022年産
  - アドマイヤズーム（朝日杯フューチュリティステークス） - 父モーリス
  - ミュージアムマイル（皐月賞） - 父リオンディーズ
  - アブキールベイ（葵ステークス） - 父ファインニードル

#### 地方重賞優勝馬
- 2017年産
  - キラットダイヤ（早池峰スーパースプリント3回、岩鷲賞2回、ヴィーナススプリント2回、絆カップ3回）- 父サウスヴィグラス
- 2018年産
  - ギシギシ（習志野きらっとスプリント、アフター5スター賞）- 父アルデバランII
- 2019年産
  - ムーンオブザクイン（九州ジュニアチャンピオン、飛燕賞）- 父エイシンフラッシュ
  - クロールキック（寒菊賞、スプリングカップ）- 父ストロングリターン
  - ヒロシクン（みちのく大賞典、青藍賞、トウケイニセイ記念、赤松杯、シアンモア記念）- 父ドレフォン
- 2020年産
  - ユメノホノオ（金の鞍賞、土佐春花賞、黒潮皐月賞、高知優駿、黒潮菊花賞、土佐秋月賞、高知県知事賞2回、二十四万石賞）- 父バトルプラン[75]
  - ビキニボーイ（佐賀スプリングカップ、佐賀王冠賞、吉野ヶ里記念）- 父ビーチパトロール
- 2021年産
  - ミヤギシリウス（あやめ賞、ウイナーカップ）- 父アニマルキングダム
  - ダイジョバナイ（ぎふ清流カップ）- 父ファインニードル
  - ムーンオブザサマー（佐賀ユースカップ）- 父モーニン
- 2022年産
  - ショウガマッタナシ（ネクストスター金沢、ノトキリシマ賞、加賀友禅賞）- 父ナムラタイタン
  - ページェント（ライデンリーダー記念、ゴールドジュニア、スプリングカップ）- 父ドレフォン
  - ムーンオブザエース（飛燕賞、佐賀皐月賞、九州優駿栄城賞）- 父ニューイヤーズデイ
  - サンヨウテイオウ（東海優駿）- 父ルヴァンスレーヴ

## 血統表
| ハーツクライの血統                                         | ハーツクライの血統                              | ハーツクライの血統                 | （血統表の出典）                   | （血統表の出典） |
| 父系                                                       | サンデーサイレンス系（ヘイロー系）              | サンデーサイレンス系（ヘイロー系） | サンデーサイレンス系（ヘイロー系） | [ § 2 ]          |
| 父 *サンデーサイレンス Sunday Silence 1986 青鹿毛 アメリカ | 父の父Halo 1969 黒鹿毛                          | Hail to Reason                     | Turn-to                            | Turn-to          |
| 父 *サンデーサイレンス Sunday Silence 1986 青鹿毛 アメリカ | 父の父Halo 1969 黒鹿毛                          | Hail to Reason                     | Nothirdchance                      |                  |
| 父 *サンデーサイレンス Sunday Silence 1986 青鹿毛 アメリカ | 父の父Halo 1969 黒鹿毛                          | Cosmah                             | Cosmic Bomb                        | Cosmic Bomb      |
| 父 *サンデーサイレンス Sunday Silence 1986 青鹿毛 アメリカ | 父の父Halo 1969 黒鹿毛                          | Cosmah                             | Almahmoud                          |                  |
| 父 *サンデーサイレンス Sunday Silence 1986 青鹿毛 アメリカ | 父の母Wishing Well 1975 鹿毛                    | Understanding                      | Promised Land                      | Promised Land    |
| 父 *サンデーサイレンス Sunday Silence 1986 青鹿毛 アメリカ | 父の母Wishing Well 1975 鹿毛                    | Understanding                      | Pretty Ways                        |                  |
| 父 *サンデーサイレンス Sunday Silence 1986 青鹿毛 アメリカ | 父の母Wishing Well 1975 鹿毛                    | Mountain Flower                    | Montparnasse                       | Montparnasse     |
| 父 *サンデーサイレンス Sunday Silence 1986 青鹿毛 アメリカ | 父の母Wishing Well 1975 鹿毛                    | Mountain Flower                    | Edelweiss                          |                  |
| 母 アイリッシュダンス 1990 鹿毛 北海道千歳市               | 母の父*トニービン Tony Bin 1983 鹿毛            | *カンパラ                          | Kalamoun                           | Kalamoun         |
| 母 アイリッシュダンス 1990 鹿毛 北海道千歳市               | 母の父*トニービン Tony Bin 1983 鹿毛            | *カンパラ                          | State Pension                      |                  |
| 母 アイリッシュダンス 1990 鹿毛 北海道千歳市               | 母の父*トニービン Tony Bin 1983 鹿毛            | Severn Bridge                      | Hornbeam                           | Hornbeam         |
| 母 アイリッシュダンス 1990 鹿毛 北海道千歳市               | 母の父*トニービン Tony Bin 1983 鹿毛            | Severn Bridge                      | Priddy Fair                        |                  |
| 母 アイリッシュダンス 1990 鹿毛 北海道千歳市               | 母の母*ビューパーダンス Buper Dance 1983 黒鹿毛 | Lyphard                            | Northern Dancer                    | Northern Dancer  |
| 母 アイリッシュダンス 1990 鹿毛 北海道千歳市               | 母の母*ビューパーダンス Buper Dance 1983 黒鹿毛 | Lyphard                            | Goofed                             |                  |
| 母 アイリッシュダンス 1990 鹿毛 北海道千歳市               | 母の母*ビューパーダンス Buper Dance 1983 黒鹿毛 | My Bupers                          | Bupers                             | Bupers           |
| 母 アイリッシュダンス 1990 鹿毛 北海道千歳市               | 母の母*ビューパーダンス Buper Dance 1983 黒鹿毛 | My Bupers                          | Princess Revoked                   |                  |
| 母系(F-No.)                                                | My Bupers系(FN:6-a)                             | My Bupers系(FN:6-a)                | My Bupers系(FN:6-a)                | [ § 3 ]          |
| 5代内の近親交配                                            | 5代内アウトブリード                             | 5代内アウトブリード                | 5代内アウトブリード                | [ § 4 ]          |
| 出典                                                       | 1. 2. 3. 4.                                     | 1. 2. 3. 4.                        | 1. 2. 3. 4.                        | 1. 2. 3. 4.      |

- 母アイリッシュダンスは先述の通り重賞2勝馬。
- 母の半妹スピードアイリス（父ミスターシービー）は主にダートで活躍し、7勝をあげたほか、アンタレスステークス2着。
- 曾祖母My Bupersの仔にリファーズスペシャル（本邦輸入種牡馬、母の父としての産駒にドナウブルー、ジェンティルドンナの母であるドナブリーニ）、スナーフィダンサー（英語版）（1983年に1歳馬として当時の世界最高額となる1020万ドルで取引されるも不出走で種牡馬入り）、My Bupersの子孫（本馬の近親）にノンコノユメ（同馬の項参照）、ダイヤモンドビコー（同馬の項参照）、シャドウクリーク（シリウスステークス2着）などがいる。
- 半妹オメガアイランドの産駒に2012年フラワーカップ優勝馬オメガハートランド（父アグネスタキオン）、2014年フェアリーステークス優勝馬オメガハートロック（父ネオユニヴァース）がいる。

## その他
アニメ脚本家であり、後にジャスタウェイの馬主になる大和屋暁がハーツクライの一口馬主だった。
「人が乗ると猫のようにおとなしくなる」と言われるが、馬房では前脚も後ろ脚も飛んできて油断できない馬であった。2006年のキングジョージで遠征した際には馬房の石壁を蹴り壊しており、受け入れ先のルカ・クマーニ調教師に驚かれている。